# Randonnée (conte)
Pour les articles homonymes, voir Randonnée.
Un conte-randonnée ou randonnée ou conte en chaîne, conte sériel, conte cumulatif, est une histoire dans laquelle une formule est inlassablement répétée, du type : « Le valet appelle le boucher, qui ne veut pas tuer le veau, qui ne veut pas boire la rivière, qui ne veut pas éteindre le feu, qui ne veut pas brûler le bâton, etc. » 
La construction du récit est simple et linéaire : la route parcourue en est le fil directeur. Le déroulement limpide d’événements qui s’enchaînent les uns aux autres selon leur rythmique propre s’apparente à d’anciennes chansons traditionnelles du répertoire enfantin.
Vladimir Propp étudie ce type de contes (qu'il appelle contes cumulatifs) pour le répertoire russe, dans Le Conte russe. Il donne comme exemple-type le conte du Navet (en), et estime à une vingtaine le nombre de types de contes russes cumulatifs. Il distingue par ailleurs deux sous-groupes : les contes « avec formule » (formula tales en anglais), qu'il estime plus caractéristiques, et les contes sans formule. Il remarque que ces contes se distinguent par « un style, une esthétique, une façon de dire ».

## Types de randonnées
- Randonnées par énumération : la forme la plus simple, très linéaire ; une liste : a puis b puis c ... Par exemple les jours de la semaine
- Randonnées par élimination : un groupe qui perd ses membres un à un
- Randonnées par remplacement : a qui laisse la place à b qui laisse la place à c...
- Randonnées par accumulation : a, puis a+b, puis a+b+c...
- Randonnées par emboîtement : poupées gigognes (par exemple une chaîne alimentaire)